# Cartoteca storica delle Marche

La Cartoteca storica delle Marche di Serra San Quirico (AN) è allestita all'interno del chiostro del Complesso di Santa Lucia; il museo ospita una nutrita collezione di antiche carte geografiche e mappe che hanno come oggetto le Marche.
Si tratta di documenti di grande raffinatezza artistica, incisi e stampati a partire dal XVI secolo, che consentono di leggere storicamente il territorio nella sua evoluzione amministrativa e geografica: dall'antico Ducato di Urbino alle prime carte geografiche dello Stato Pontificio e del nuovo stato unitario. È visibile anche una riproduzione di un globo terrestre del cartografo veneziano Vincenzo Coronelli (1650 - 1718).

## Galleria d'immagini

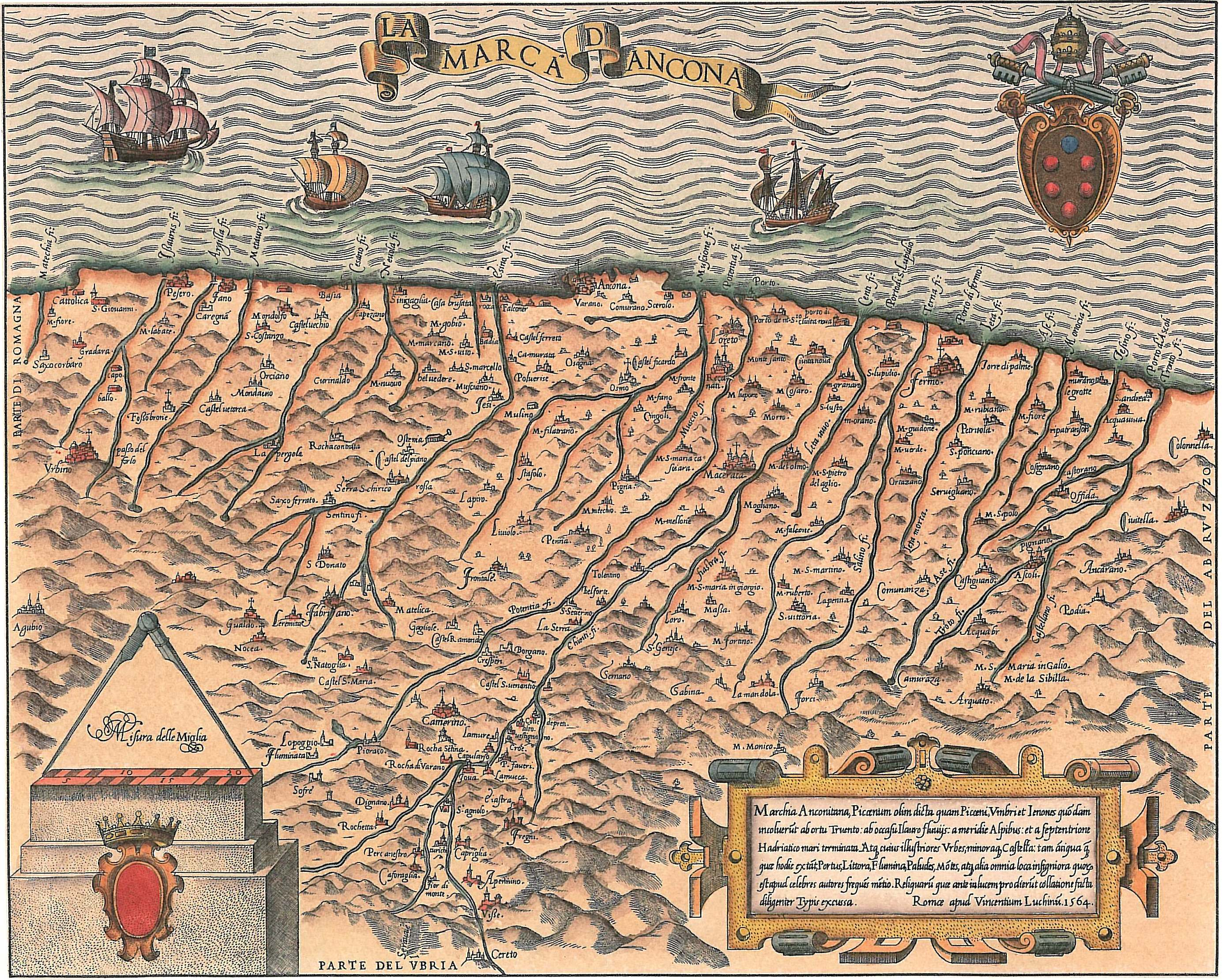
La Marca d'Ancona; Roma, 1564 - Vincenzo Luchino, (mm 395x485).
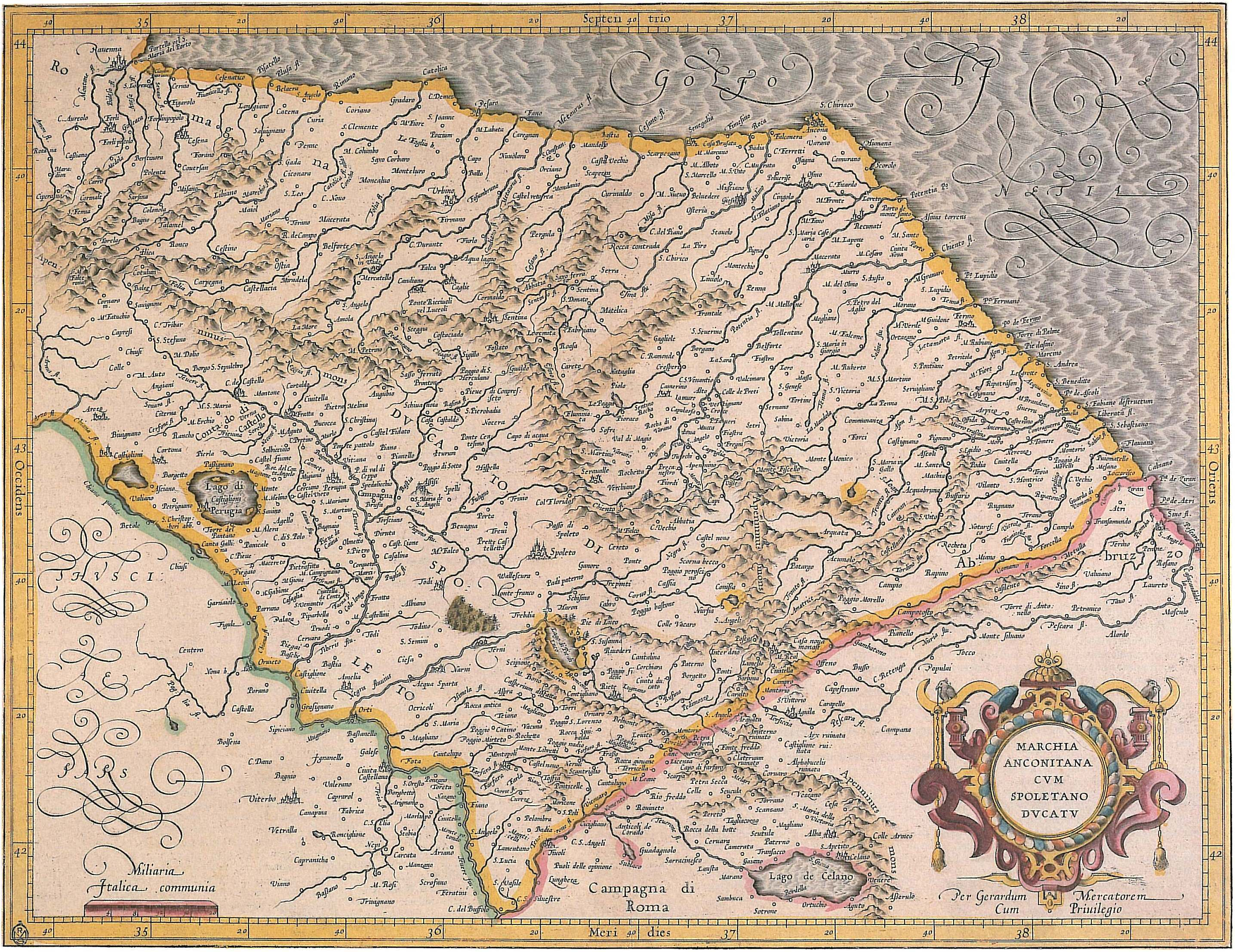
Marchia Anconitana cum Spoletano Ducatu; 1589 - Gerard Kremer (Mercatore), (mm 350x450).
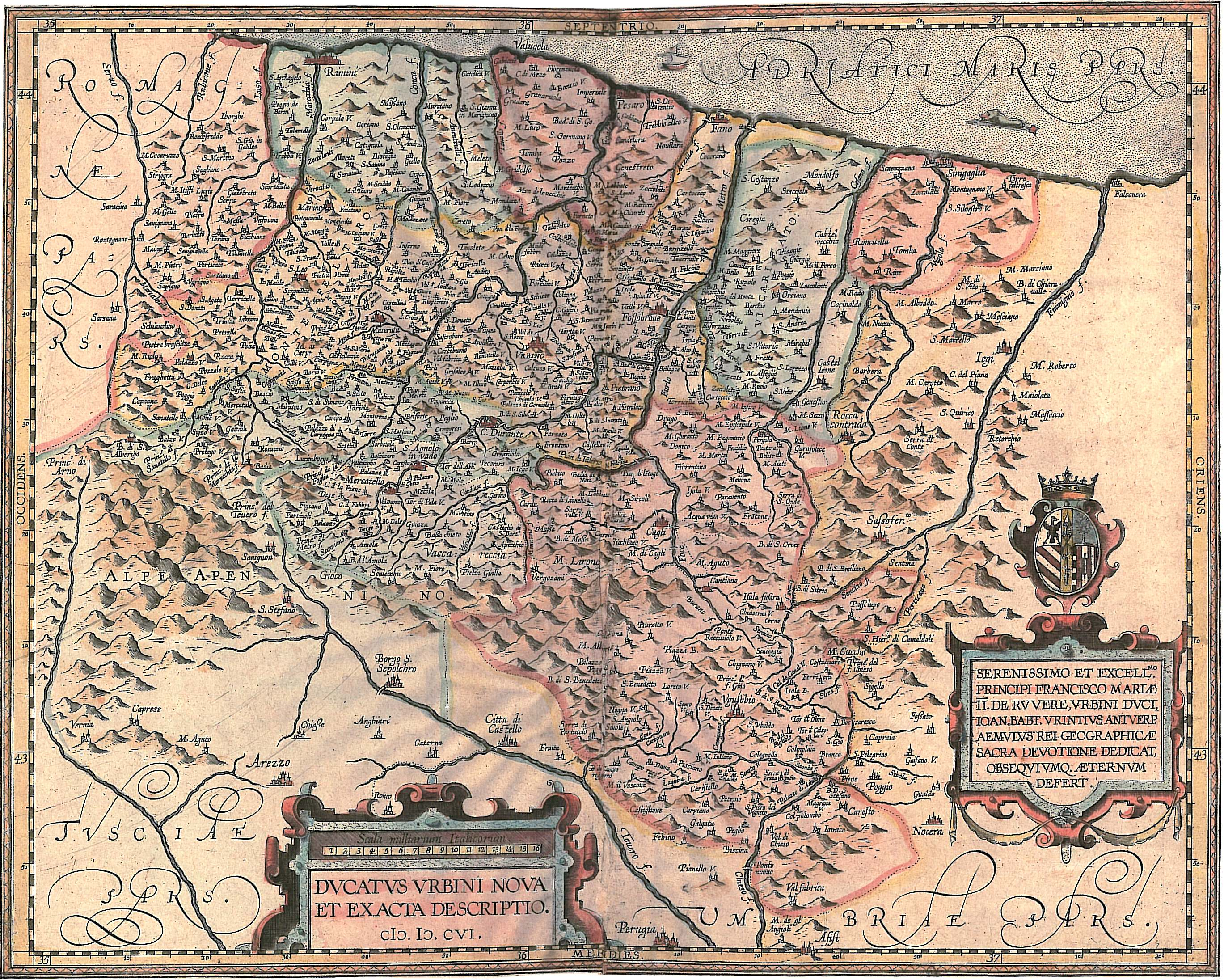
Ducatus Urbini Nova et Exacta Descriptio; 1606 - Giovanni Battista Urints, (mm 381x487).
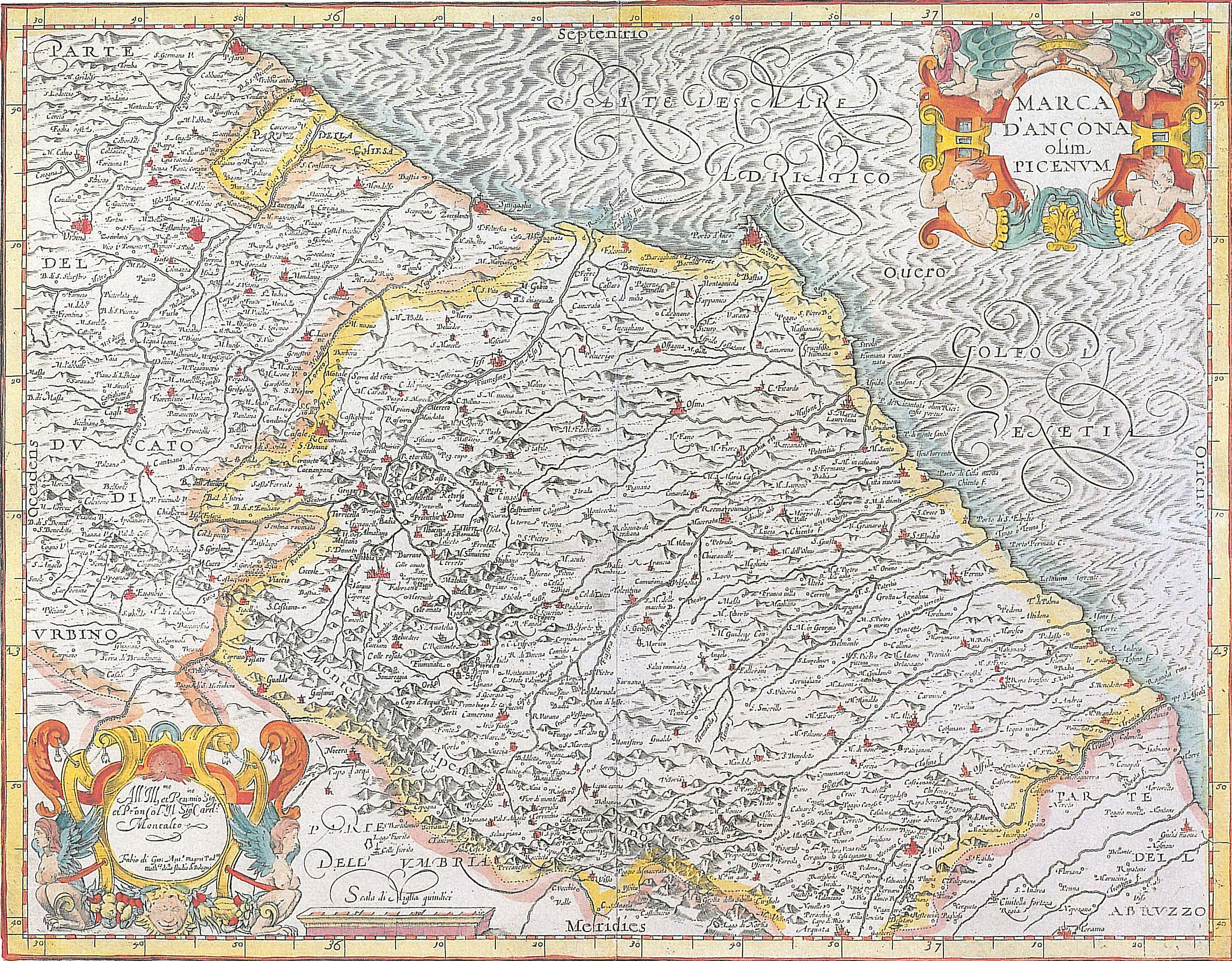
Marca D'Ancona; 1620 - Giovanni Antonio Magini.
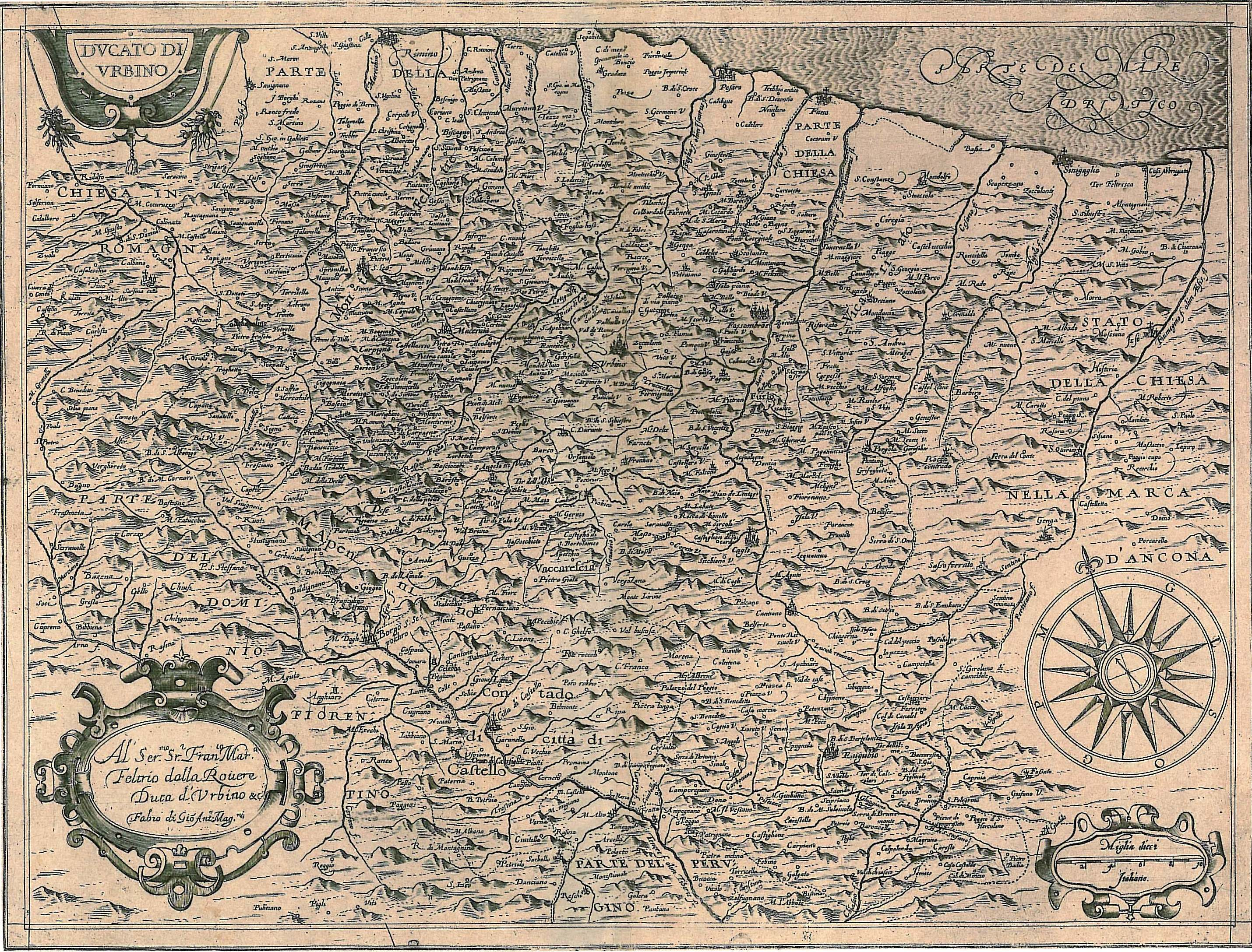
Ducato di Urbino; 1620 - Giovanni Antonio Magini.
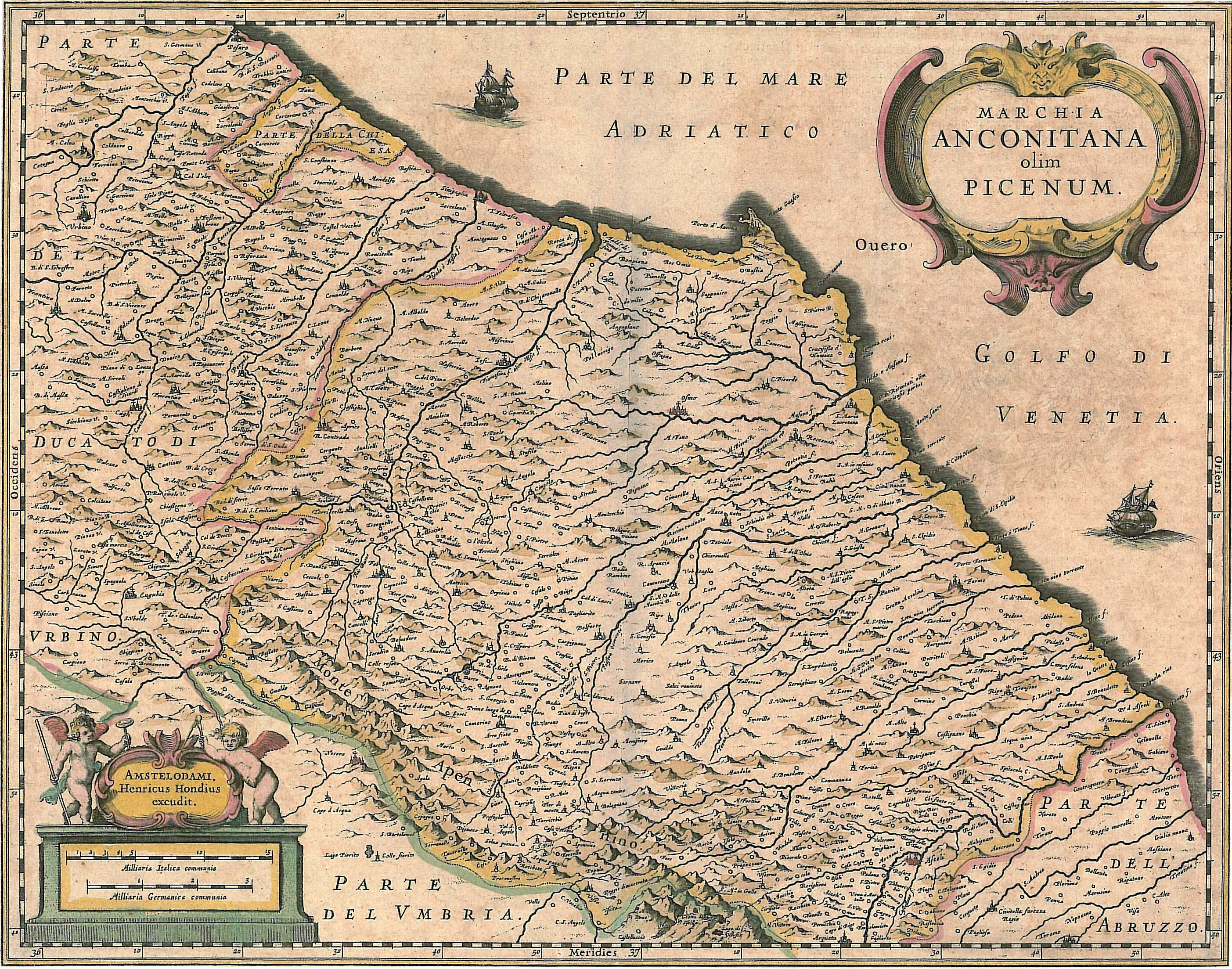
Marchia Anconitana olim Picenum; 1635 - Henricus Hondius, Jan Jansson.
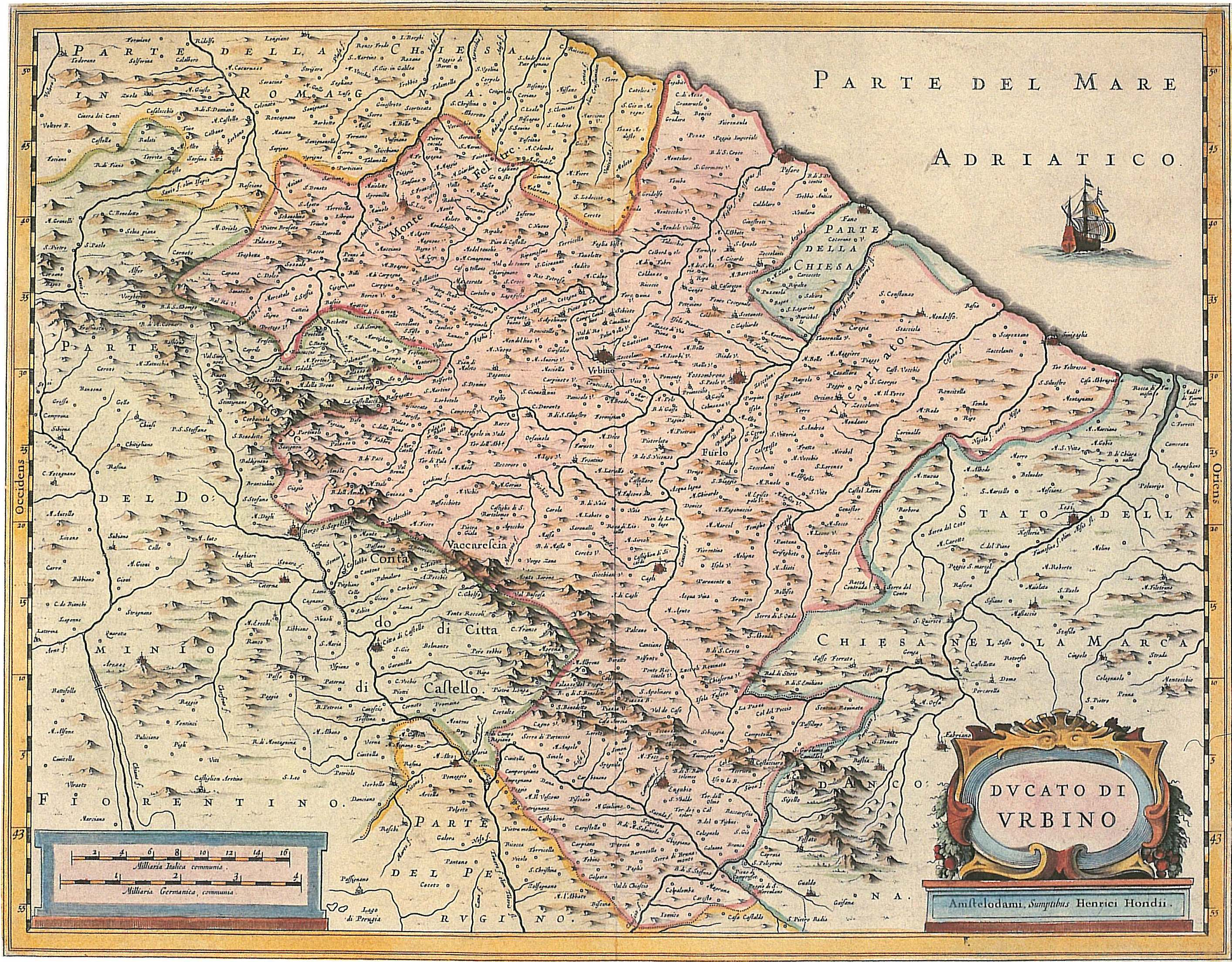
Ducato di Urbino; 1635 - Henricus Hondius, Jan Jansson.
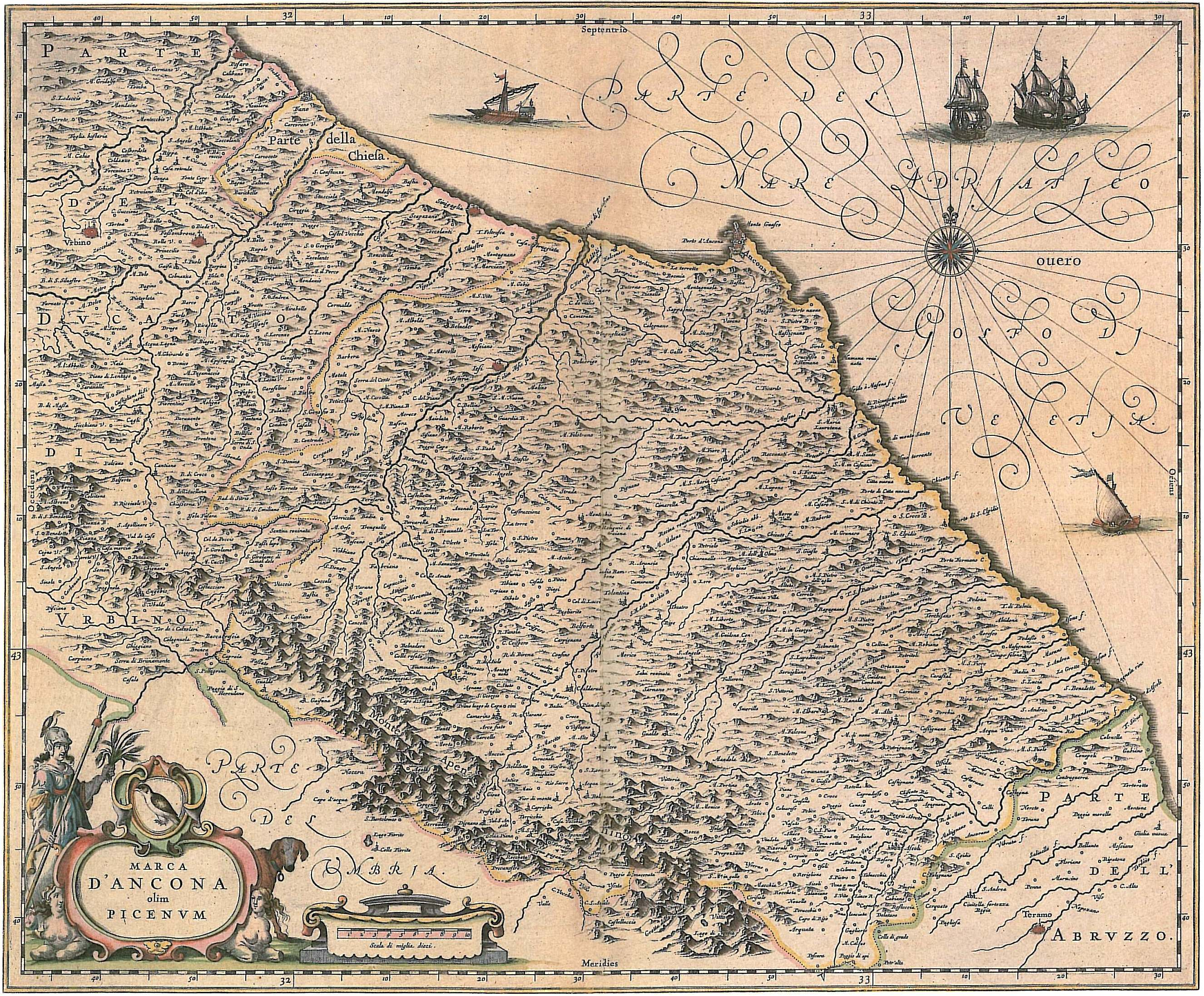
Marca D'Ancona olim Picenum; 1640 - Willem Janszoon Blaeu.
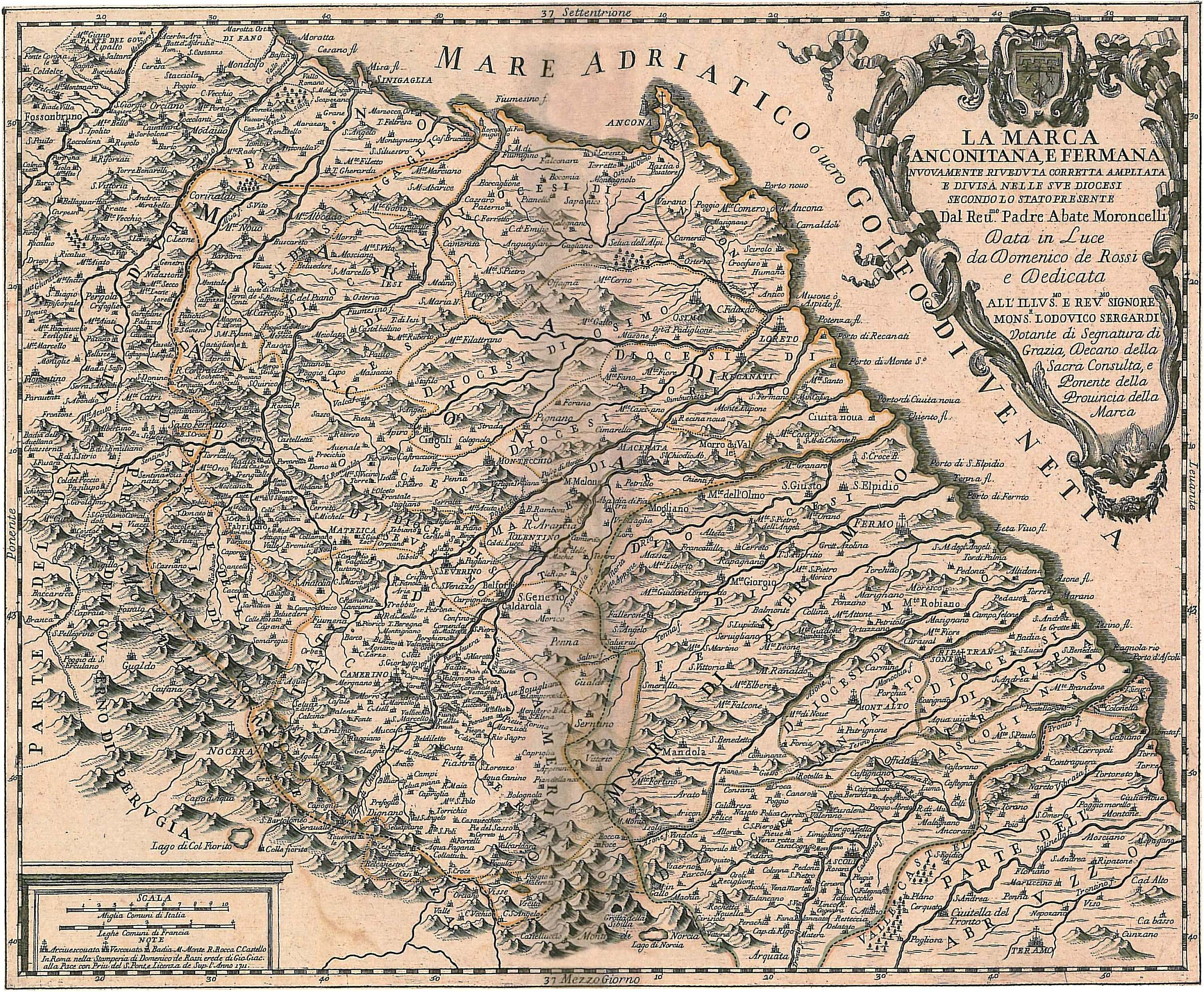
La Marca Anconitana e Fermana; 1699/1703 - Silvestro Amanzio Moroncelli.
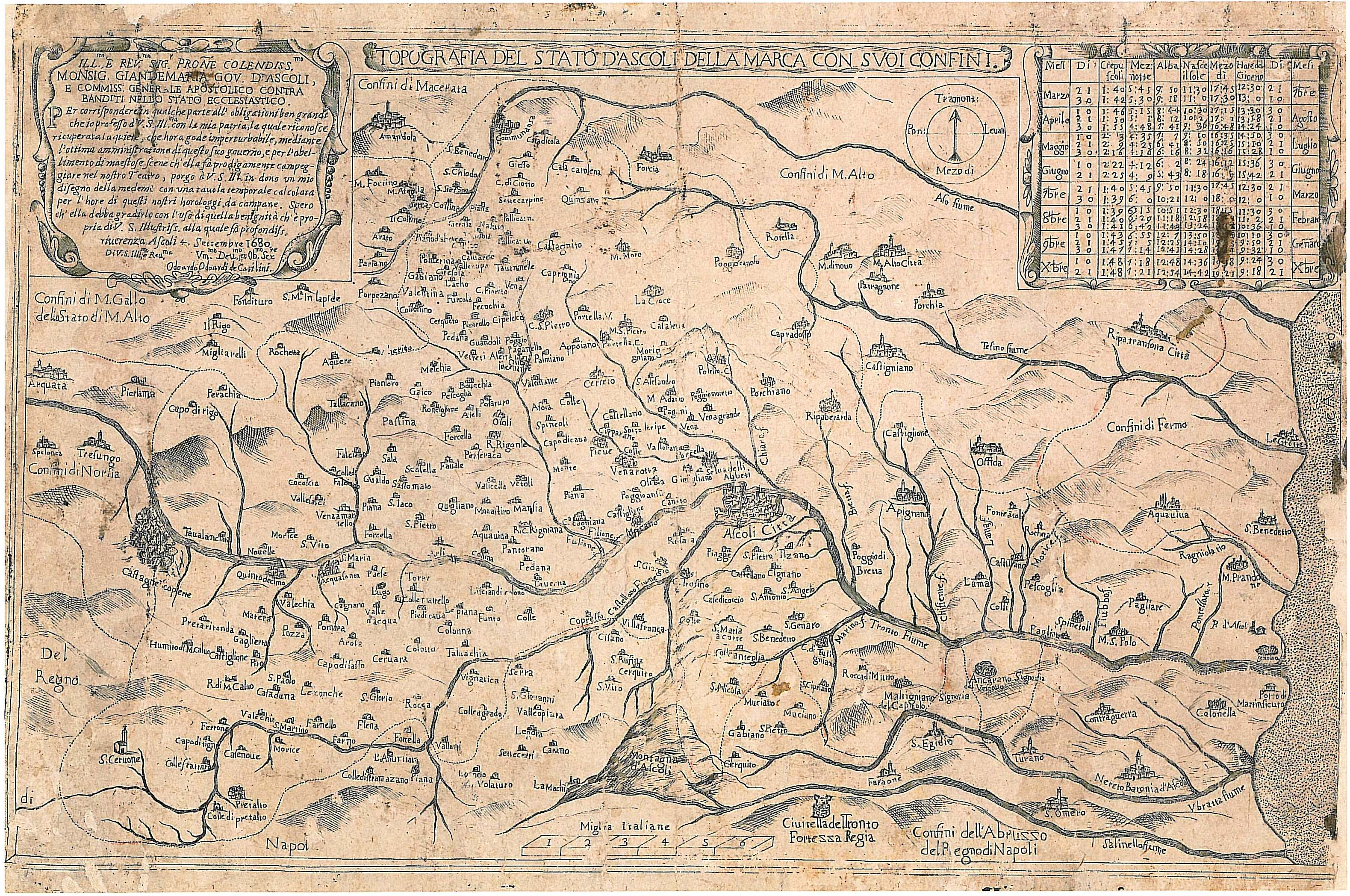
Topografia del Stato d'Ascoli della Marca con suoi confini; 1680 - Odoardo Odoardi de' Catilini.
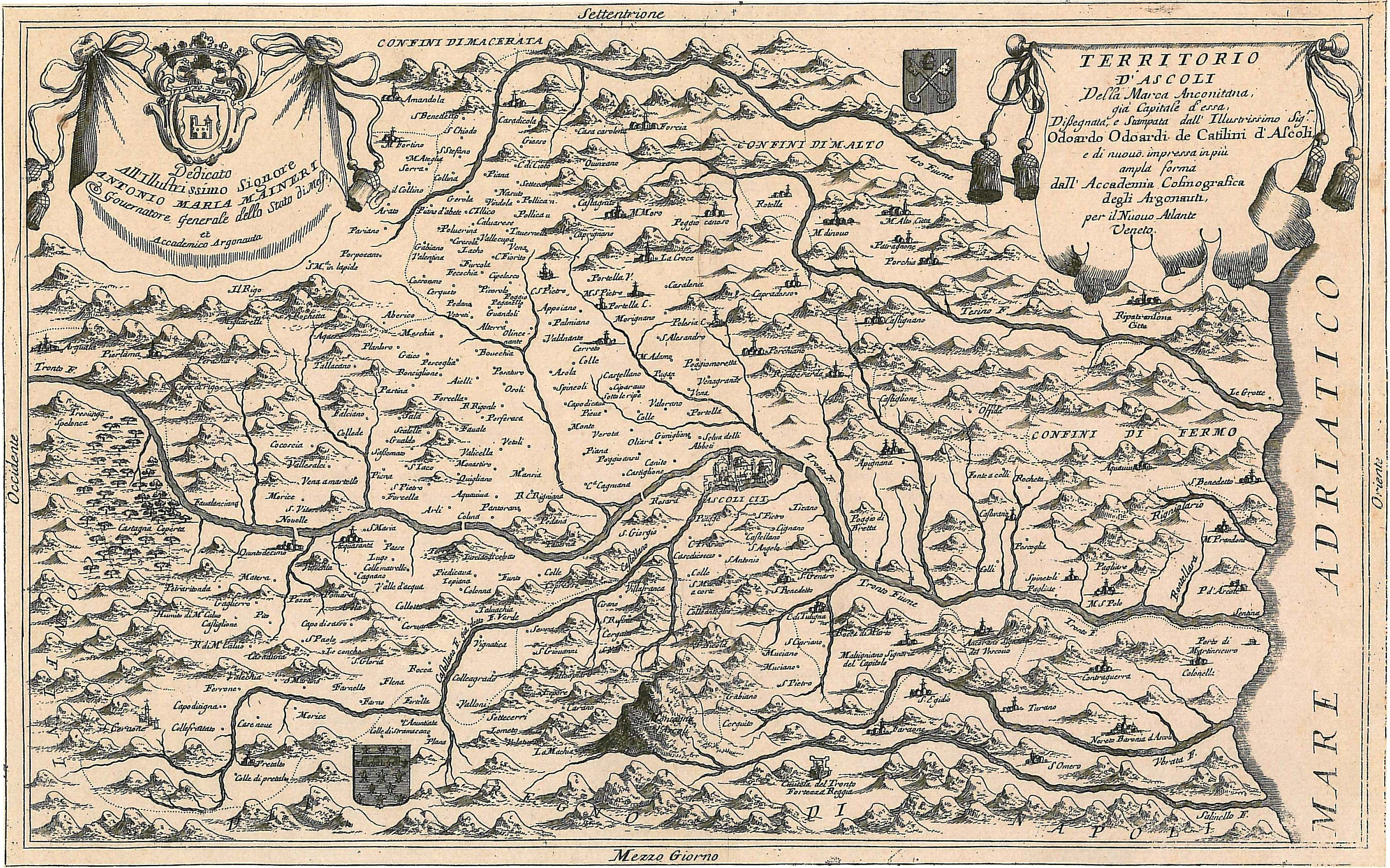
Territorio d'Ascoli della Marca Anconitana già Capitale d'Essa; 1690/99 - Vincenzo Coronelli.
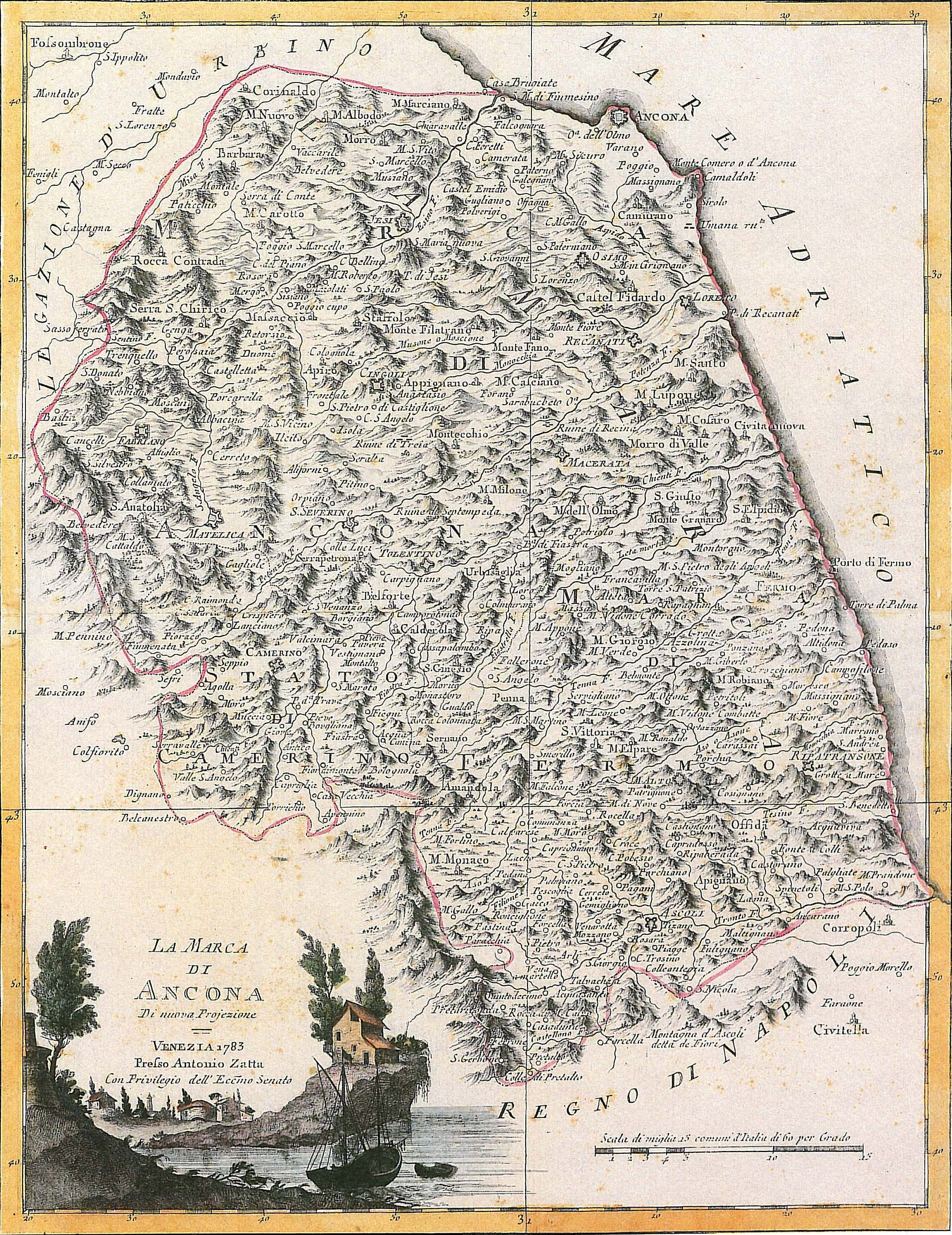
La Marca di Ancona di nuova Projezione; 1779/1785 - Antonio Zatta.
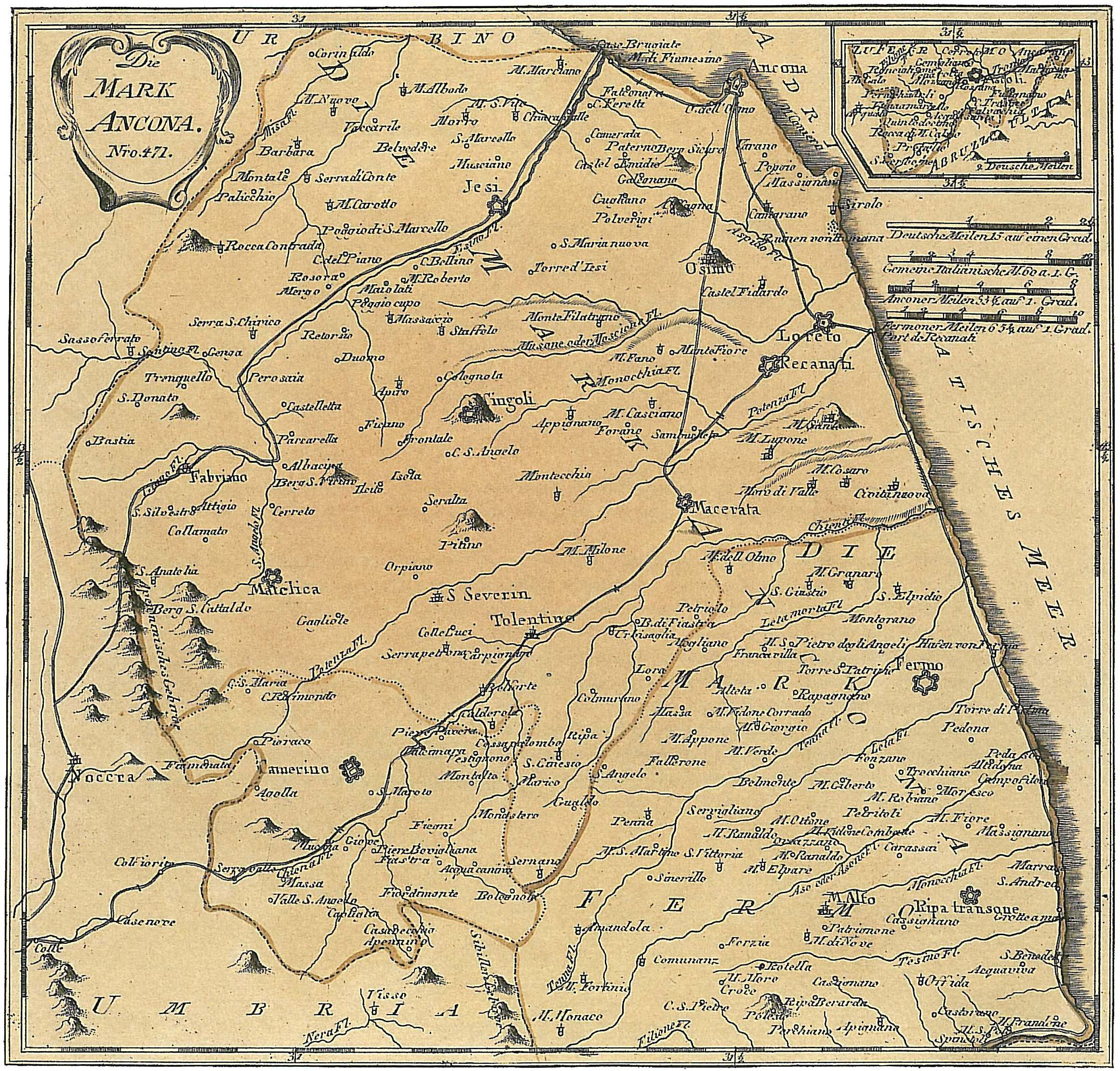
Die Mark Ancona; 1789/1806 - Franz Johann Joseph von Reilly.
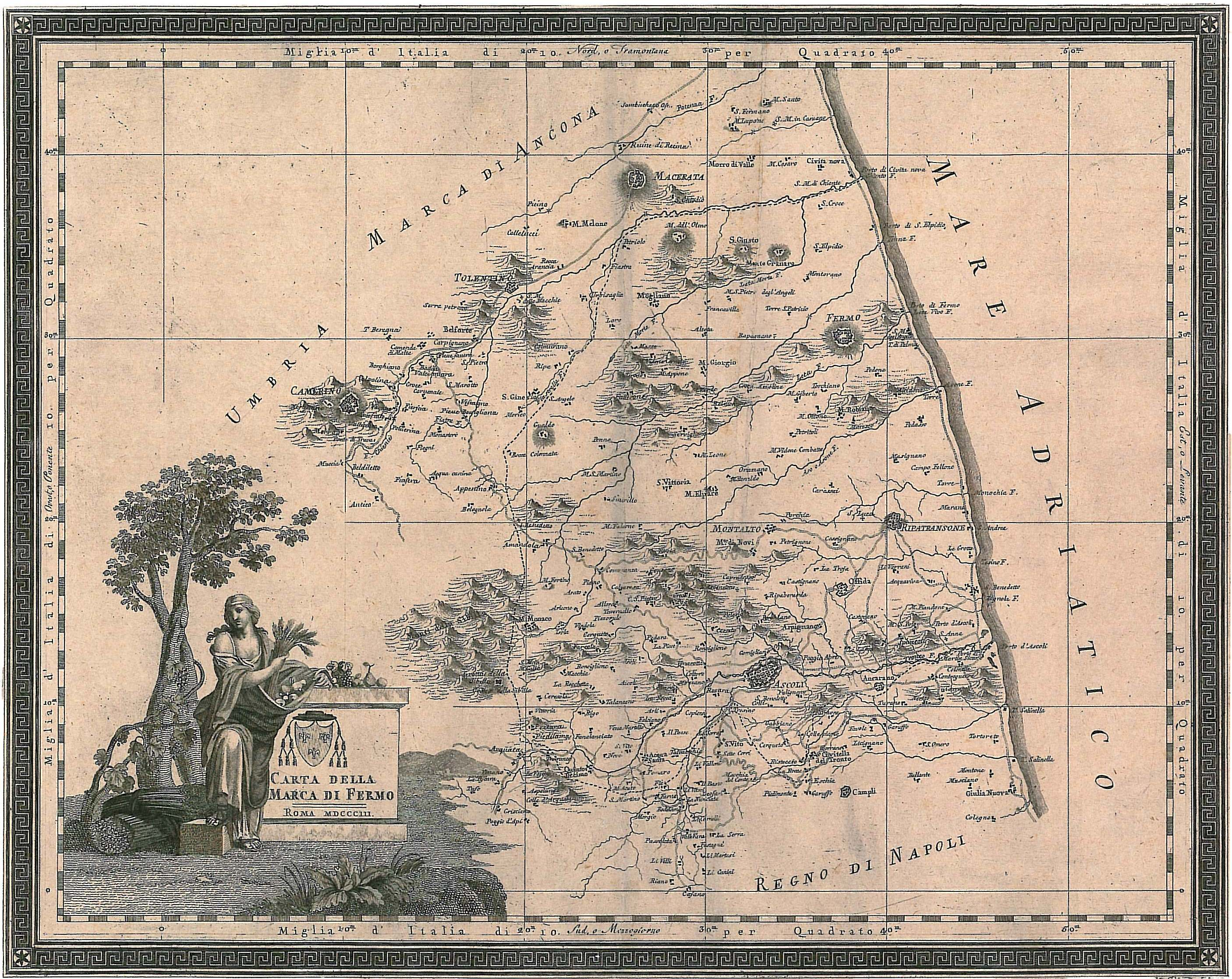
Carta della Marca di Fermo; Roma, 1803 - Bernardino Olivieri.
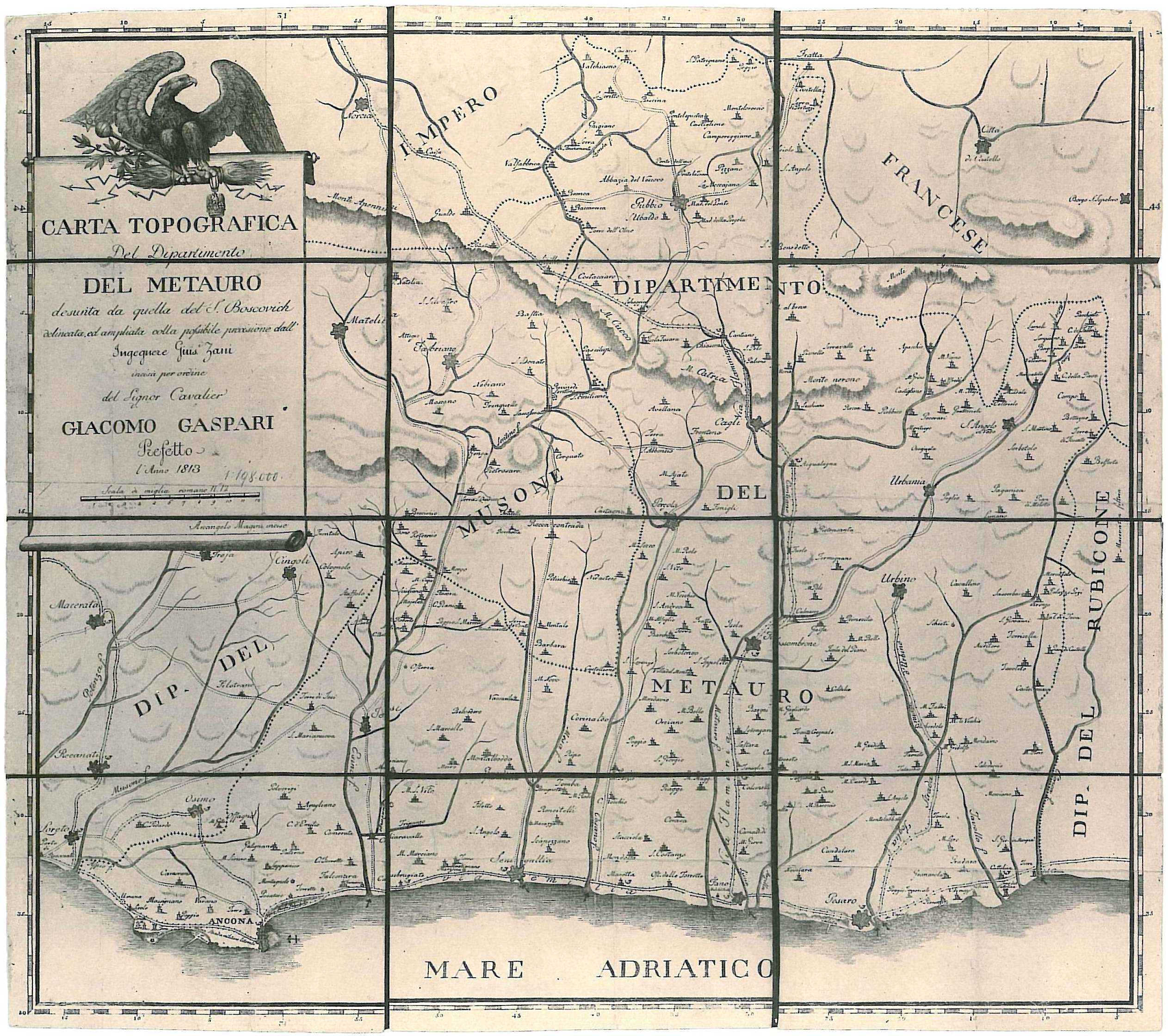
Carta Topografica del Dipartimento del Metauro; 1813 - Giuseppe Zani.